# Сент-Моріс (Луїзіана)
Сент-Моріс (англ. Saint Maurice) — переписна місцевість (CDP) в США, в окрузі Вінн штату Луїзіана. Населення — 266 осіб (2020).

## Географія
Сент-Моріс розташований за координатами 31°45′41″ пн. ш. 92°56′20″ зх. д. / 31.76139° пн. ш. 92.93889° зх. д. (31.761439, -92.938821).  За даними Бюро перепису населення США в 2010 році переписна місцевість мала площу 17,39 км², уся площа — суходіл.

## Демографія
Згідно з переписом 2010 року, у переписній місцевості мешкали 323 особи в 121 домогосподарстві у складі 85 родин. Густота населення становила 19 осіб/км².  Було 167 помешкань (10/км²).
Расовий склад населення:
| - 72,4 % — чорних або афроамериканців - 25,7 % — білих - 0,6 % — корінних американців - 0,3 % — азіатів |

До двох чи більше рас належало 0,9 %. Частка іспаномовних становила 0,0 % від усіх жителів.
За віковим діапазоном населення розподілялося таким чином: 26,6 % — особи молодші 18 років, 63,2 % — особи у віці 18—64 років, 10,2 % — особи у віці 65 років та старші. Медіана віку мешканця становила 40,6 року. На 100 осіб жіночої статі у переписній місцевості припадало 95,8 чоловіків;  на 100 жінок у віці від 18 років та старших — 100,8 чоловіків також старших 18 років.
За межею бідності перебувало 61,7 % осіб, у тому числі 91,8 % дітей у віці до 18 років та 100,0 % осіб у віці 65 років та старших.
Цивільне працевлаштоване населення становило 119 осіб. Основні галузі зайнятості: роздрібна торгівля — 25,2 %, публічна адміністрація — 23,5 %, будівництво — 19,3 %, виробництво — 18,5 %.